# Annebergssjön
Annebergssjön är en sjö i Värnamo kommun i Småland och ingår i Lagans huvudavrinningsområde. Sjön är 18,2 meter djup, har en yta på 1,66 kvadratkilometer och är belägen 156,2 meter över havet. Sjön avvattnas av vattendraget Kvarnån. Vid provfiske har bland annat abborre, braxen, gers och gädda fångats i sjön.

## Delavrinningsområde
Annebergssjön ingår i det delavrinningsområde (634298-137173) som SMHI kallar för Utloppet av Annebergssjön. Avrinningsområdets medelhöjd är 164 meter över havet och ytan är 8,46 kvadratkilometer. Räknas de 2 delavrinningsområdena uppströms in blir den ackumulerade arean 20,3 kvadratkilometer. Kvarnån som avvattnar avrinningsområdet har biflödesordning 4, vilket innebär att vattnet flödar genom totalt 4 vattendrag innan det når havet efter 158 kilometer. Delavrinningsområdet består mestadels av skog (63 procent). Avrinningsområdet har 1,95 kvadratkilometer vattenytor vilket ger det en sjöprocent på 23 procent.

## Fisk
Vid provfiske har följande fisk fångats i sjön:
- Abborre
- Braxen
- Gärs
- Gädda
- Lake
- Löja
- Mört
- Sik